# Helmut Hansen
Helmut Hansen (* 27. September 1920 in Hamburg; † 8. September 2011 in Hanau) war langjähriger Chefsprecher des Hessischen Rundfunks (hr) und Moderator der Sendung ARD-Nachtexpress, die er maßgeblich prägte. Nach Hansens Idee sollte das Nachtprogramm wie ein fahrender Zug gestaltet sein. So benutzte er als „Aufmacher“ das Geräusch einer anfahrenden Dampflokomotive und machte Durchsagen wie: „Jetzt, liebe Nachthörer, haben wir die Zwei-Uhr-dreißig-Station erreicht!“ Hansen moderierte die Sendung zwischen dem 6. Juli 1959 und dem 5. Juli 1984 insgesamt 764 mal aus dem Studio H des Hessischen Rundfunks, wobei die meisten Hansen-Sendungen von Fred Gräfe musikalisch gestaltet wurden. Im Nachtprogramm vom 4. zum 5. Juli 1984 – einer Jubiläumssendung zum 25-jährigen Bestehen des gemeinsamen Nachtprogramms der ARD – verabschiedete sich Hansen mit einer letzten Reise durch die Nacht. 1985 beendete Hansen seine Moderatorentätigkeit und übergab seine Funktion als Chefsprecher des hr an Hermann Dreher.
In seiner Laufbahn als Moderator wurde Hansen nur vereinzelt als Autor tätig, zum Beispiel 1951 mit dem Beitrag „Das Tintenfaß der Wetterau“, in dem er die Geschichte der Burg Münzenberg darstellte. Neben seiner Arbeit beim hr war er jedoch hauptsächlich für den Nachtexpress tätig. Hansens gepflegte und geschliffene Wortwahl, die verlässliche Einbindung von Gedichten in seine Moderationen und ein stets vorhandener Fahrplan gaben jeder Sendung eine besondere Note. Texte von Erich Kästner, Joachim Ringelnatz, Fred Endrikat, Heinrich Heine, Ludwig Christoph Heinrich Hölty, Kurt Tucholsky, Mascha Kaléko und anderen ließen die Fahrt im Nachtexpress zu einer poetischen Entdeckungsreise werden.
Von 1950 bis zu seinem Tode lebte Hansen mit seiner Frau Ursula in Hanau.